# Av (mese)
Av (in ebraico אב‎?) è l'undicesimo mese civile e il quinto mese religioso del calendario ebraico. È composto da 30 giorni.
Mese considerato di lutto dagli Ebrei (cfr comunque Messia). Nel nono giorno (Tisha BeAv) si ricorda la distruzione del Primo e del Secondo Tempio con un digiuno totale di oltre 24 ore.

## Periodo
Durante gli anni 5761–5860 del calendario ebraico, Av occorre nei seguenti periodi del calendario gregoriano:
| Durata degli anni | Inizio di Av       | Fine di Av            |
| ----------------- | ------------------ | --------------------- |
| 353 giorni        | 7 luglio–24 luglio | 6 agosto–23 agosto    |
| 354 giorni        | 7 luglio–26 luglio | 6 agosto–25 agosto    |
| 355 giorni        | 8 luglio–26 luglio | 7 agosto–25 agosto    |
| 383 giorni        | 26 luglio–5 agosto | 25 agosto–4 settembre |
| 384 giorni        | 28 luglio–5 agosto | 27 agosto–5 settembre |
| 385 giorni        | 27 luglio–6 agosto | 26 agosto–5 settembre |